# Gaimardiidae
Gaimardiidae zijn een familie van tweekleppigen uit de superorde Imparidentia.

## Taxonomie
De volgende taxa zijn bij de familie ingedeeld:
- Gaimardia Gould, 1852
  - Gaimardia adamsiorum Osorio & Arnaud, 1984
  -  † Gaimardia asinuata Laws, 1940
  - Gaimardia bahamondei Osorio & Arnaud, 1984
  - Gaimardia coccinea Hedley, 1916
  -  † Gaimardia elegantula Marwick, 1928)
  - Gaimardia finlayi (Powell, 1933)
  - Gaimardia forsteriana Finlay, 1926
  - Gaimardia kerguelensis (E. A. Smith, 1885)
  - Gaimardia mesembrina (Melvill & Standen, 1907)
  - Gaimardia minutissima (Iredale, 1908)
  - Gaimardia rostellata (Tate, 1889)
  - Gaimardia tasmanica (Beddome, 1883)
  - Gaimardia trapesina (Lamarck, 1819)
  -  † Gaimardia zinsmeisteri Beu, 2009